# Мія Кротонська
Мія Кротонська (грец. Μύα, VI–V ст. до н.е.) — давньогрецька філософиня з піфагорійської школи, донька Теано та Піфагора, дружина відомого атлета Мілона Кротонського. Вона була відомою побожністю та мудрістю жінкою, яка відігравала важливу роль у піфагорійській спільноті, особливо серед жінок.

## Життя та діяльність
Мія народилася в Кротоні, місті в Великій Греції (сучасна південна Італія), що було одним із центрів піфагорійської школи. Як донька Піфагора та Теано, вона змалку була залучена до філософських і релігійних практик піфагорійців. Ямвліх у творі Про життя Піфагорейців (De vita 30) зазначає, що Мія була взірцевою хористкою в юності та прикладом побожності в дорослому віці.
Мія була дружиною Мілона Кротонського, олімпійського чемпіона і прихильника піфагорійської школи. Її роль, ймовірно, включала наставництво жінок у дусі піфагорійських цінностей — гармонії та поміркованості.

## Лист Мії та її ідеї
Не відомо достеменно, які твори належать самій Мії, але зберігся лист, підписаний її іменем, адресований жінці на ім’я Філліс. Лист написаний дорійським діалектом і датований III–II ст. до н.е., що викликає сумніви щодо його автентичності. Дослідниця А. Афонасіна зазначає, що ім’я Філліс трапляється і в інших джерелах, зокрема у Кассія Діона (Римська історія, 67.18.2), де Філліс — годувальниця Доміціана. Це свідчить про пізнішу редакцію, однак авторкою ймовірно була жінка, що дотримувалася піфагорійських поглядів.
У листі Мія дає поради щодо вибору годувальниці, акцентуючи на принципі гармонії. Вона наполягає, щоб годувальниця була скромною, охайною та поміркованою — ці риси, за її словами, передаються дитині через молоко. Також рекомендує годувальниці утримуватися від статевих зв’язків для збереження лактації та дотримуватись стриманості в їжі, одязі та загальному догляді за дитиною.
Сара Померой підкреслює, що настанови Мії співзвучні з поглядами Сорана Ефеського, римського гінеколога часів Адріана (117–138 рр. н.е.), який теж наголошував на моральних якостях годувальниці. Обоє вважали, що немовля вбирає характер годувальниці через її молоко. М. Вайс додає, що лист Мії акцентує на природній схильності новонародженого до поміркованості, яка може бути підтримана лише поведінкою годувальниці, що перебуває в стані гармонії.
На відміну від багатьох античних авторів, які критикували використання годувальниць, Мія (або авторка) вважає це явище природним і необхідним.

## Вплив і спадщина
Мія, як і її мати 
Теано, була шанованою серед піфагорійських жінок. Її лист демонструє зацікавлення піфагорійців у практичних аспектах життя, таких як виховання дітей, та важливість гармонії як основного принципу. Хоча автентичність листа є предметом дискусій, він відображає ідеї, характерні для світогляду Мії.
Дослідниці Сара Б. Померой та М. Вайс зазначають, що Мія мала значний вплив на жінок Кротона, допомагаючи поширювати піфагорійські ідеали в повсякденному житті. Її спадщина — приклад активної участі жінки в філософському та релігійному житті античності.